# Jürgen Kowalski
Jürgen Kowalski (* 21. September 1947) ist ein ehemaliger deutscher Fußballspieler. Der Offensivspieler absolvierte in der Saison 1967/68 als Aktiver des MSV Duisburg fünf Spiele in der Fußball-Bundesliga.

## Karriere
Der aus der eigenen Jugend der „Zebras“ gekommene Kowalski konnte sich beim MSV Duisburg im Bundesligateam in den zwei Jahren 1967 bis 1969 nicht durchsetzen, er absolvierte in zwei Spielzeiten fünf Spiele. Er bekam im Sommer 1967 ebenso wie Bernd Lehmann und Bernd Hoffmann als vormaliger Jugendspieler des MSV einen Vertrag im Lizenzspielerkader der Elf vom Niederrhein. Da aber Nationalspieler Werner Krämer und der torgefährliche Flügelstürmer Carl-Heinz Rühl den Vizemeister des Jahres 1964 verließen, kamen mit Horst Wild, Rainer Budde und Erwin Kostedde auch externe Neuzugänge an die Wedau. Da auch mit Gyula Lóránt ein neuer Trainer das Amt übernahm, war im gesamten sportlichen Personalbereich Bewegung im Spiel. Am achten Spieltag, den 30. September 1967, bei einem 1:0-Auswärtserfolg beim TSV München 1860 debütierte Kowalski, neun Tage nach seinem 20. Geburtstag, in der Bundesliga. Er wurde in der 64. Minute für den Ex-Karlsruher Wild eingewechselt. Damit war für ihn aber die Hinrunde gelaufen; erst am 10. Februar 1968 beim Auswärtsspiel bei Eintracht Frankfurt kam er zu seiner zweiten Einwechslung. Es folgten Einsätze am 17. Februar gegen Mönchengladbach, am 22. Februar im DFB-Pokal bei der 1:3-Auswärtsniederlage gegen den FC Bayern München, sowie am 2. und 23. März 1968 gegen Braunschweig beziehungsweise gegen den VfB Stuttgart. Der MSV belegte am Rundenende den siebten Rang. In seinem zweiten Bundesligajahr kam er unter dem Lorant-Nachfolger Robert Gebhardt zu keinem weiteren Einsatz in der Bundesliga.
Deshalb wechselte er zur Saison 1969/70 zu Eintracht Duisburg in die Amateurliga Niederrhein.